# Wysoka (Jeleńska Huta)
Wysoka – część wsi Jeleńska Huta w Polsce, położona w województwie pomorskim, w powiecie wejherowskim, w gminie Szemud.
W latach 1975–1998 Wysoka administracyjnie należała do województwa gdańskiego.